# Araeomolis propinqua
Araeomolis propinqua là một loài bướm đêm thuộc phân họ Arctiinae, họ Erebidae.